# Ultimates 2
Ultimates 2 è una serie a fumetti pubblicata della Marvel Comics. È la seconda collana dedicata alla versione Ultimate dei Vendicatori. Gli autori sono Mark Millar (testi) e Bryan Hitch (disegni).
È stata pubblicata negli USA dal dicembre 2004 al maggio 2007 e in Italia dal luglio 2005 al luglio 2007 dalla Panini Comics. Fa seguito in ordine cronologico di continuity alla prima serie degli Ultimates, Ultimates 1.

## Trama
La storia della serie non si articola in saghe ma in singoli episodi, seppur legati fra loro da un unico filo conduttore.
Durante questa serie si sviluppano le storie d'amore tra Tony Stark (Iron Man) e Natasha (Vedova Nera), che accetta di sposare Stark, e tra Capitan America e Wasp, tra cui cominciano comunque a insorgere difficoltà relative alla differenza di età. Inoltre Thor, considerato un pazzo da tutti, viene rinchiuso nel Triskelion. Non si sa con esattezza se ciò sia dovuto all'intervento del malvagio fratellastro Loki, ma di certo Thor era intervenuto violentemente per salvare alcuni manifestanti pacifici in Italia.
Successivamente anche Cap viene imprigionato perché considerato responsabile della morte della moglie e dei figli di Occhio di Falco. Invece si scoprirà che la colpevole era la Vedova Nera, infiltrata negli Ultimates ma appartenente ai Liberatori, un supergruppo formato da superumani di ogni nazione fondato appositamente per contrastare ed eliminare l'egemonia politica e commerciale statunitense fortemente sostenuta, secondo la teoria degli oppositori, dagli Ultimates. Occhio di Falco ha visto morire la sua famiglia ed è stato catturato per essere torturato per fornire informazioni. Vedova Nera ha ucciso Jarvis, il maggiordomo di Tony, ma quest'ultimo è riuscito a neutralizzarla grazie ai naniti che le aveva inserito in corpo e che le permettevano di controllare l'armatura nera.
La saga termina con una spettacolare battaglia nel centro di Washington D.C. tra i Liberatori (aiutati da Loki) e gli Ultimates (fiancheggiati dall'esercito di Asgard). Alla loro vittoria, gli Ultimates decidono di diventare indipendenti e di non lavorare più per il governo, grazie al finanziamento di Tony Stark (proprio come i Vendicatori originali).
Il racconto finisce con un flashback su Capitan America, ambientato durante la seconda guerra mondiale, precisamente la sera prima che Steve Rogers si sottoponga all'esperimento che lo renderà un supersoldato; lui e la sua fidanzata Gail passeggiano dopo una serata al cinema, al termine della quale Steve promette a Gail di tornare vivo, e lei le promette che "loro" saranno lì ad aspettarlo: non è chiaro perché Gail usi il plurale, sembra si rivolga a un eventuale bimbo nel suo grembo, ma nel corso della serie non è mai stato accennato a un eventuale figlio/a che lei ha avuto da Steve.
In seguito Steve scoprirà che suo figlio è in realtà il Teschio Rosso, un criminale terrorista.